# Абаза Афанасій Андрійович
Афана́сій Андрі́йович Абаза́ (рос. Афанасий Андреевич Абаза; нар. 1794 — пом. близько 1867) — дійсний статський радник від 10(22) квітня 1854 року. Управитель Подільської палати державних маєтностей у Кам'янці-Подільському в 1841–1859 роках. Був адміністратором маєтків графа Мечислава Потоцького.

## Біографія
Належав у четвертому поколінні до дворянського роду, що вів свій родовід від молдавського боярина Іллі Андрійовича Абази.
Батько Афанасія Андрій Євстратійович Абаза служив у Молдавському й Охтирському гусарських полках, 1775 року вийшов у відставку секунд-майором. У 1780–1783 роках був повітовим предводителем дворянства в Золочеві (нині селище міського типу, один із районних центрів Харківської області) . 1786 року Андрія Євстратійовича внесено до Дворянської родовідної книги Слобідсько-Української (Харківської) губернії . Мати Марія Василівна (уроджена Савич) була донькою сотника. В Афанасія було сім братів (Василь, Євген, Андрій, Патрикій, Максим, Олексій і Гаврило) та три сестри (Марія, Євдокія, Катерина).
Службу розпочав 1(13) лютого 1812 року.
3(15) листопада 1841 року надвірного радника Абазу, який до того був радником Орловської палати державних маєтностей, призначено управителем Подільської палати державних маєтностей замість П'ятковського . Його попередник — чиновник сьомого класу Степан Пилипович П'ятковський — був кавалером орденів Святої Анни другого ступеня, Святого Станіслава другого ступеня та святого Володимира четвертого ступеня .
15(27) травня 1848 року з колезького радника підвищено до статського радника.
10(22) серпня 1859 року наступником Абази, якому виповнилося 65 років, став статський радник Микола Володимирович Ключарьов , який перед тим працював начальником одного з відділень департаменту сільського господарства Міністерства державних маєтностей . Будучи управителем Подільської палати державних маєтностей, Абаза входив до складу кількох губернських комітетів і комісій. Так, 1859 року він був одним із директорів губернського опікунського комітету щодо тюрем, членом губернського статистичного комітету та губернської комісії народного продовольства.
Був адміністратором маєтків графа Мечислава Потоцького. Як адміністратор мешкав у резиденції графів Потоцьких — містечкуТульчині Брацлавського повіту Подільської губернії (нині місто, один із районних центрів Вінницької області) .
Як адміністратор Абаза брав дієву участь у будівництві храмів у подільських селах. Так, у селі Лозовата Балтського повіту на місці старої церкви було збудовано нову — теж дерев'яну і теж в ім'я великомученика Дмитрія Солунського. Будівництво велося на кошти графа Михайла Потоцького та при дієвій участі адміністратора. Священник Василій Молчановський не раз їздив у Тульчин до Абази, від якого залежали як постачання деревини, так і виділення необхідних коштів на зведення храму. Будівництво церкви завершилося 1867 року, а 18 лютого (2 березня) того ж року її освятив благочинний 8-го округу священник Василій Молчановський .
На Свято-Успенську церкву в селі Таужна Балтського повіту (нині село Таужне Гайворонського району Кіровоградської області), побудовану 1860 року на кошти поміщика графа Михайла Потоцького, Абаза того ж року пожертвував срібні посудини .
У селі Гриненки Брацлавського повіту (нині Немирівського району Вінницької області) 1858 року Абаза збудував окрему дзвіницю при церкві святого апостола Іоанна Богослова (дзвіницю розібрали після зведення у 1885–1891 роках нового храму) .
У селі Нестерварка (нині Тульчинського району Вінницької області) значні угіддя було дано церкві з поміщицької землі при адміністраторі Афанасії Абазі, якого охарактеризовано як «людину православну, дуже релігійну» .
1862 року Абазу призначено брацлавським повітовим предводителем дворянства.
Афанасій Абаза був одружений з Олександрою Григорівною Новицькою. Вони виховали четверо синів — Володимира (народився 1822 року), Віктора (народився 24 січня (5 лютого) 1831 року), Валеріяна (народився 3(15) квітня 1832 року) та Олександра (народився 29 серпня (10 вересня) 1834 року), двох доньок — Єлизавету (народилася 1824 року) та Ольгу (народилася 1826 року). Валеріян, як і батько, був брацлавським повітовим предводителем дворянства (1886 рік) .
Після смерті Афанасія Абази на кошти його вдови Олександри Григорівни в церкві Різдва Христового в Тульчині було побудовано західний боковий вівтар в ім'я Святої Трійці. Його 20 серпня (1 вересня) 1867 року освятив преосвященнійший Леонтій. Указом Синода на ім'я преосвященнійшого Леонтія Олександрі Абазі було дозволено влаштувати родинний склеп під Свято-Троїцьким вівтарем з умовою, що вона внесе капітал у сумі 6 тисяч рублів. Проте Олександра Григорівна не поспішала його вносити, оскільки власним коштом утримувала церкву та причет. Після смерті пані Абази, що сталася на 11-му році після видання зазначеного реверсу, попечительство церкви Різдва Христового подало позов до спадкоємців Олександри Абази щодо реверсу 6000 рублів, проте, оскільки минув 10-річний термін давності реверсу, суд відмовив у стягненні зазначеної суми .

## Нагороди
Кавалер орденів Святого Володимира третього ступеня (1858), святої Анни другого ступеня, прикрашеного імператорською короною (1850), та святого Станіслава другого ступеня (1843). Мав знак відзнаки бездоганної служби за 35 років, орден святого Володимира четвертого ступеня за 35 років, срібну медаль 1812 року та бронзову медаль на Андріївській стрічці в пам'ять війни 1853–1856 років .